# Noyau de Szegő
Dans l'étude mathématique des fonctions de plusieurs variables complexes, le noyau de Szegő est un noyau intégral qui donne naissance à un noyau de reproduction sur un espace de Hilbert naturel de fonctions holomorphes. Il doit son nom à son découvreur, le mathématicien hongrois Gábor Szegő . 
Soit Ω un domaine borné de Cn, avec une frontière C2, et soit A(Ω) l'ensemble des fonctions holomorphes dans Ω qui sont continues sur Ω. Définissons l'espace de Hardy H2(∂Ω) comme la fermeture, dans L2(∂Ω) des restrictions des éléments de A(Ω) à la frontière. L'intégrale de Poisson implique que chaque élément ƒ de H2(∂Ω) s'étend en une fonction holomorphe P ƒ dans Ω. De plus, pour chaque z ∈ Ω, l'application 
{\displaystyle f\mapsto Pf(z)}
définit une forme linéaire continue sur H2(∂Ω). Par le théorème de représentation de Riesz, cette forme linéaire est représentée par un noyau kz, c'est-à-dire 
{\displaystyle Pf(z)=\int _{\partial \Omega }f(\zeta ){\overline {k_{z}(\zeta )}}\,d\sigma (\zeta ).}
Le noyau de Szegő est défini par 
{\displaystyle S(z,\zeta )={\overline {k_{z}(\zeta )}},\quad z\in \Omega ,\zeta \in \partial \Omega .}
Comme son cousin voisin, le noyau de Bergman, le noyau de Szegő est holomorphe en z. En fait, si φi est une base orthonormée de H2(∂Ω) constituée entièrement des restrictions de fonctions dans A(Ω), alors une application du théorème de Riesz-Fischer montre que 
{\displaystyle S(z,\zeta )=\sum _{i=1}^{\infty }\phi _{i}(z){\overline {\phi _{i}(\zeta )}}.}